# HŠKポスシェ
フルヴァツキ・シュポルツキ・クルブ・ポスシェ（クロアチア語: Hrvatski športski klub Posušje）は、ボスニア・ヘルツェゴビナ、ポスシェを本拠地とするクロアチア系サッカークラブ。

## 歴史
1950年、NKジダル（NK Zidar）として創立。1963年、NKボクシト（NK Boksit）と改称し、ボスニア・ヘルツェゴビナ独立後にNKポスシェとなった。ボスニア独立後、クロアチア系クラブで構成された協会に参加し、ヘルツェグ＝ボスナ1部リーグで2回優勝している。
国内リーグ統合後はプレミイェル・リーガに参加。2008年、財政難から主力を大量に放出し、最下位でシーズンを終えボスニア・ヘルツェゴビナ連邦1部リーグ（2部相当）へ降格した。降格した2009-10シーズンも最下位に終わった。
2010年夏、クラブは財政上の問題から新たな経営陣に譲渡され、名称をHŠKポスシェに改名した。新クラブは第十県・西ヘルツェゴビナ県リーグ（4部相当）より再スタートすることになった。

## タイトル
- ヘルツェグ＝ボスナ1部リーグ:2回

1998-99、1999-2000

## 歴代所属選手
- ミルコ・フルゴビッチ 2000-2001
- ジェフトン 2003-2004
- ジョシップ・バリシッチ 2006-2007
- カーヤ・ログリ 2006-2008